# Липцы (Харьковская область)
Липцы (укр. Липці) — село в Харьковском районе Харьковской области Украины. Административный центр Липцевского сельсовета, в который не входят другие населённые пункты.

## Население
Население по переписи 2001 года составляло 4182 человека (1837 мужчин и 2345 женщин).
По состоянию на 2025 год количество населения составляет лишь 4 человека. 

### Языковой состав
Родной язык населения по данным переписи 2001 года:
| Язык       | Численность, чел. | Доля     |
| ---------- | ----------------- | -------- |
| Украинский | 3 262             | 78,00 %  |
| Русский    | 895               | 21,40 %  |
| Другое     | 25                | 0,60 %   |
| Итого      | 4 182             | 100,00 % |

## Географическое положение
Село Липцы находится на расстоянии 30 км от Харькова на берегу реки Харьков в месте впадения в неё реки Липец (левый приток); выше по течению на расстоянии в 1 км расположена плотина Травянского водохранилища, ниже по течению примыкает село Слобожанское.

## История
Село впервые упоминается в 1660 году, и было населено крестьянами с Приднепровья. Раньше время основания выводили с 1655 года на основе документа «память
Григорию Спешневу», опубликованного Филаретом, но архивист В.В. Страшко определил, что тот документ касается основания не Липцев, а Харькова.
Население в 1779 году, согласно «Ведомости, из каких именно городов и уездов Харьковское наместничество составлено и сколько было в них душ на 1779 год», было довольно большим: 1431 «войсковой обыватель», 48 цыган, 136 «владельческих подданных мелкопоместных помещиков» и 13 «однодворцев» поручика Петра Черняка. Таким образом, Липцы в том году были вторым по размеру населённым пунктом Харьковского уезда (1641 м.), уступая только войсковой слободе Деркачи (2433).
С 1923 года и до начала Великой Отечественной войны село являлось центром Липцевского района Харьковской области.
В 1940 году в посёлке были 1055 дворов, три ветряные мельницы, бойня и Липцевский районный совет.

### Великая Отечественная война
В Великую Отечественную войну на территории села велись кровопролитные бои, село отвоёвывалось и переходило из рук в руки по два раза; 10 августа 1943 года село было окончательно освобождено. В Липцах в середине августа 1943 года при освобождении Харькова от немецкой оккупации находился штаб 69-й армии Степного фронта Советской армии (командующий — Крючёнкин, Василий Дмитриевич).
В годы войны более пятисот жителей села воевали на фронтах в рядах Советской армии; из них погибли 210 воинов; 400 липчан были награждены боевыми орденами и медалями СССР.

### Послевоенные годы
В 1966 году население составляло 3329 человек. В 1970-1980-х годах на юго-востоке посёлка были построены: Липцевская ООШ І-ІІІ ступеней (Октябрьская), отделение милиции, завод «Уиндивит», детский сад, а также большое количество 4-этажных домов.

### Вторжение России на Украину
Село было оккупировано российской армией 24 февраля 2022 года, в первый день вторжения России на Украину. В качестве баз российские военные использовали отделение полиции и детский сад. Освобождено в середине сентября 2022 года в ходе контрнаступления в Харьковской области. 
С 10 мая 2024 года за село идут боевые действия в ходе повторного наступления ВС РФ. Село постоянно подвергается ударам артиллерии и авиабомб. 

## Экономика
- Липцевский РЭС, РОЭ, ГПС от АК «Харьковоблэнерго».
- Швейная фабрика.
- «Дубрава», лагерь обкома профсоюза работников АПК.
- Харьковский опытный завод, ОАО.

## Объекты социальной сферы
Объекты образования:

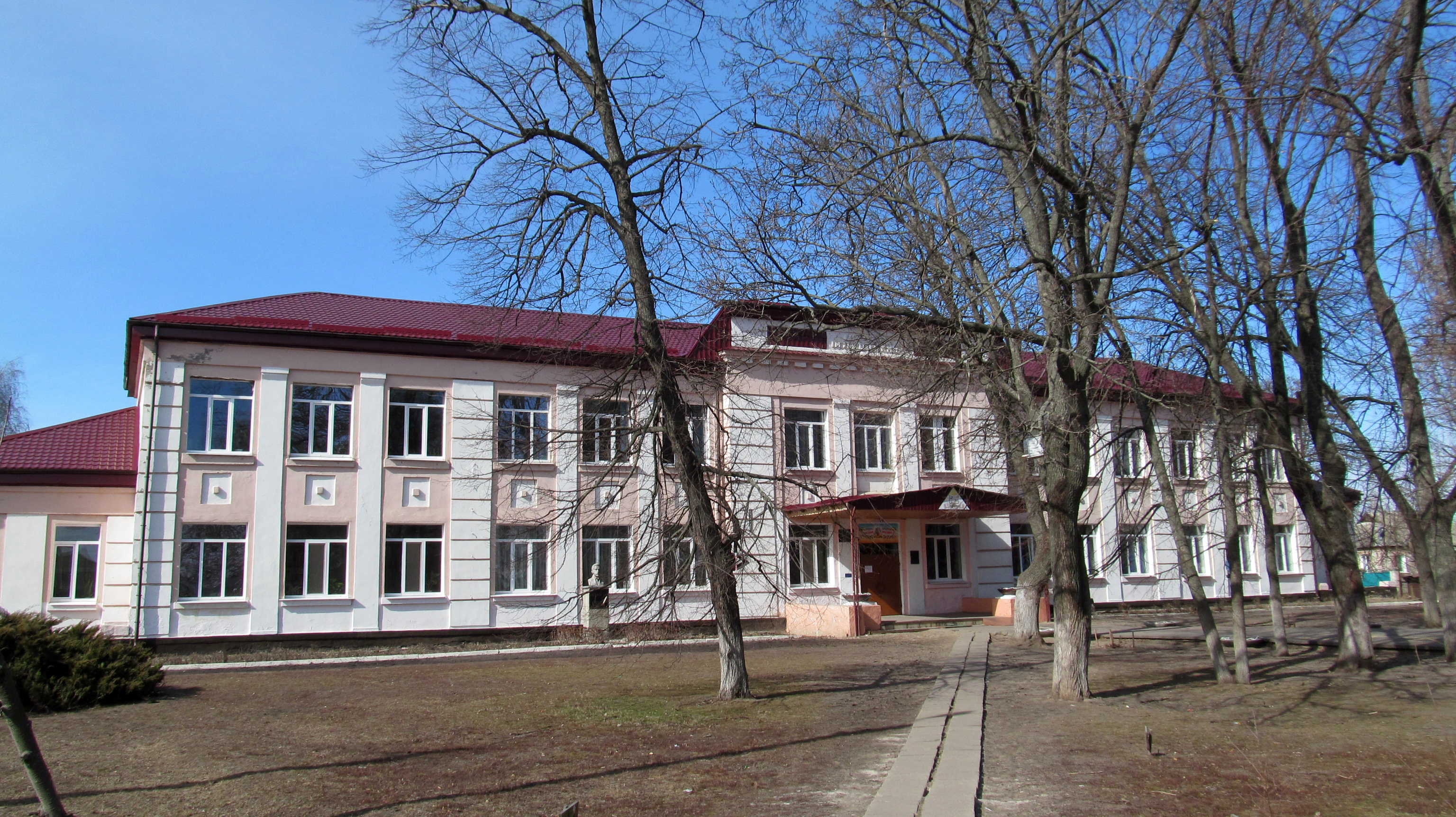
Липцевская общеобразовательная школа имени П. В. Щепкина

- Липцевская ООШ І-ІІІ ступеней, имени П. В. Щепкина. Построена в 1936 году. Рядом со школой установлен памятник Петру Васильевичу Щепкину (1890—1941), народному учителю Украинской ССР, основателю школы.
- Липцевская ООШ І-ІІІ ступеней (Красная школа)
- Липцевская ООШ І-ІІІ ступеней (Октябрьская школа)
- Липцевская автошкола (при УПК (МНВК))
- Липцевский ясли-сад

Спортивные учреждения:
- Стадион имени Ю. П. Тарасова
- Липцевская ДЮСШ при Липцевской ООШ І-ІІІ ступеней, имени П. В. Щепкина

В посёлке есть футбольный клуб ФК «Александр».
Объекты культуры:
- Липцевский дом культуры

Медицинские учреждения и объекты:
- Терапевтические отделение Мерефянской ЦРБ
- Поликлиника
- КУ «Липцевский психо-неврологический интернат»
- Областная туберкулёзная больница № 2
- Ветеринарная лечебница
- Аптека № 149
- Аптека № 2

Органы власти и другие государственные ведомства:
- Липцевское районное отделение полиции
- Паспортный стол (при отделении полиции)
- Сельский совет народных депутатов
- Государственное управление МЧС села Липцы, пожарная часть

Коммунальные службы:
- Липцевский ТВУ ЕЖИГ по уборке территории (коммунальная служба)
- Липцевский РЭС (подстанция)
- Липцевская ПМК № 169
- Газовое хозяйство

Социально-бытовые ведомства:
- Липцевский узел связи (почтовое отделение)
- Сберегательная касса

Религиозные учреждения:
- Церковь Рождества Христова РПЦ

Промышленность:
- Харьковский опытный завод
- Швейная фабрика
- Полигон НИЦ «Институт Метрологии»

## Достопримечательности
- Братская могила советских воинов. Похоронено 114 воинов.
- Старинные каменоломни под селом Липцы.
- Монумент «350 лет посёлку Липцы».